# Luis García Pérez
Luis García Pérez (Alcalá de Guadaira, Sevilla, 22 de marzo de 2004) es un baloncestista español que pertenece al Cáceres Patrimonio de la Humanidad, de Segunda FEB. Con 2,04 metros de estatura, juega en la posición de ala-pívot, pudiendo hacerlo también en la de alero.

## Trayectoria deportiva
Luis García es un jugador alcalareño formado en la cantera del Real Betis Baloncesto y jugaría en todas las categorías en las selecciones provinciales y andaluzas.
En la temporada 2020-21, con apenas 16 años formaría parte de la plantilla del Real Betis Baloncesto B del Grupo D de Liga EBA, debutando en Liga Endesa el 17 de enero de 2021 con el Real Betis Baloncesto, participando durante 35 segundos del encuentro frente al Kirolbet Baskonia. En la temporada 2021-22, con tan solo 17 años de edad, disputó 4 encuentros en la máxima categoría nacional y el 24 de septiembre de 2021 anotó sus primeros puntos en Liga Endesa frente al UCAM Murcia CB.
En la temporada 2022-23 es inicialmente cedido al Hestia Menorca y posteriormente, en el mes de febrero, al Baloncesto Talavera, clubes ambos de LEB Plata. En esta campaña disputó un total de 22 partidos con promedios de 3,1 puntos, 1,8 rebotes y 10,6 minutos.
En la temporada 2023-24 es cedido al CB Almansa de la Liga LEB Plata, disputando un total de 26 partidos en los que acreditó medias de 5,4 puntos y 3,4 rebotes en poco más de 17 minutos.
En la temporada 2024-25, ya desvinculado del Real Betis, firma con el CB Tarragona de Segunda FEB (nueva denominación de la Liga LEB Plata), promediando 5,9 puntos y 3,9 rebotes en casi 19 minutos por encuentro.
En julio de 2025 firma con el Cáceres Patrimonio de la Humanidad, club de Segunda FEB.

## Selección nacional
Es internacional con la selección de baloncesto de España en sus categorías inferiores Sub-16, Sub-18 y Sub-19:
Fue internacional en la categoría sub-16, en la que fue citado por el seleccionador Ángel Jareño, para una concentración en la Alquería de Valencia en 2020.
El 7 de agosto de 2022 ganó la medalla de Oro en el EuroBasket Sub-18 celebrado en Turquía, competición en la que disputó 7 encuentros.
El 2 de julio de 2023 ganó la medalla de Oro en el Mundial Sub-19 celebrado en Debrecen (Hungría), participando en 5 partidos.